# Polycentropus ancistrus
Polycentropus ancistrus – gatunek chruścika z rodziny przyocznicowatych i podrodziny Polycentropodinae.
Gatunek ten opisany został po raz pierwszy w 2011 roku przez Stevena W. Hamiltona i Ralpha W. Holzenthala na łamach „ZooKeys”. Jako lokalizację typową wskazano Reserva Casa Grande w Riberão Coruja w brazylijskim stanie São Paulo. Epitet gatunkowy pochodzi od greckiego ᾰ̓́γκῐστρον (ánkistron), oznaczającego „haczyk”.
Chruścik o brązowym ciele i słomkowych odnóżach. Skrzydło przednie osiąga 6 mm długości. Odwłok samca ma prawie okrągłe w widoku bocznym, a w widoku brzusznym nieco trapezowate z lekko wypukłymi bokami oraz płytko wklęśniętym brzegiem tylnym dziewiąte sternum. Bardzo długa, znacznie dłuższa niż wysokość odwłoka, wyprostowana, w widoku grzbietowym na niemal całej długości równośrednicowa i tylko u szczytu stopniowo zwężona przysadka pośrednia ma niezmodyfikowaną nasadę. Przysadka preanalna ma przeciętnie długi, palcowaty, u szczytu zaokrąglony wyrostek mezolateralny połączony wąsko podstawą z grzbietową częścią doogonowo skierowanego, podobnie zbudowanego wyrostka mezowentralnego tejże przysadki. Przysadka dolna jest w widoku brzusznym szeroka u podstawy, smukła u szczytu, zaostrzona na wierzchołku i zaopatrzona w wydatny kolec kaudalnomezalny, z kolei w widoku bocznym przeciętnie długa, nieco trójkątna, o zaostrzonym poniżej ogonowego wcięcia brzegu tylno-brzusznym, niskiej, pośrodku lekko wykrojonej flance grzbietowo-bocznej oraz pozbawiona kolca mezowentralnego. Przeciętnie krótka fallobaza ma wąski w widoku bocznym wyrostek wierzchołkowo-brzuszny o dwóch wierzchołkach i formujące flanki pasmo zesklerotyzowane endoteki. Y-kształtny skleryt subfalliczny ma wąską nóżkę i długie ramiona.
Owad neotropikalny, endemiczny dla Brazylii.